# 李玄霸
李 玄覇（り げんは、599年 - 614年）は、中国の唐の高祖李淵の三男。生母は竇皇后。字は大徳。

## 生涯
幼いころから聡明で能弁であった。大業10年（614年）に16歳で死去した。武徳元年（618年）、衛王に追封され、秦州総管・司空の位を追贈された。諡は懐といった。
子がなかったので、甥の李泰が宜都王となってその祭祀を継いだ。

## 古典小説中の李玄霸
『説唐』などの古典小説中では、李玄霸は「李元霸」と改字されて登場する。漢の伏波将軍馬援が使用したという重さ800斤の擂鼓甕金錘一対を振るい、甘泉関に集結した十八反王百八十万の軍勢に対してわずか一騎で戦って勝利を挙げた猛将として描かれる。隋唐十八好漢の筆頭とされる。

## 伝記資料
- 『旧唐書』巻64 列伝第14「衛王玄霸伝」
- 『新唐書』巻79 列伝第4「衛王玄霸伝」